# Irvington (Nueva Jersey)
El municipio de Irvington (en inglés: Irvington Township) es un municipio ubicado en el condado de Essex en el estado estadounidense de Nueva Jersey. En el año 2010 tenía una población de 53.926 habitantes y una densidad poblacional de 7.003,38 personas por km².

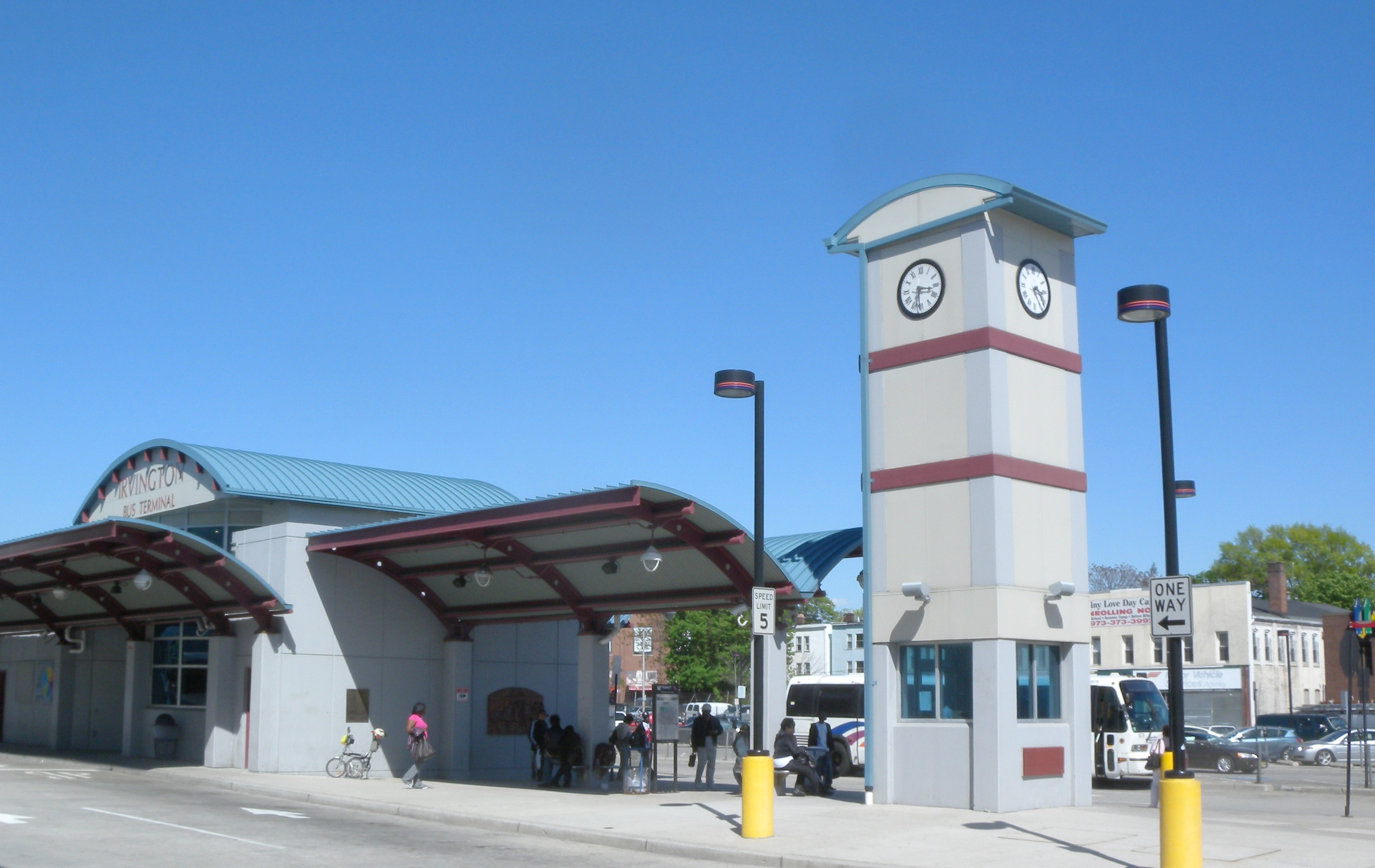
Terminal De bus

## Geografía
El municipio de Irvington se encuentra ubicado en las coordenadas 40°43′35″N 74°13′45″O / 40.72639, -74.22917.

## Demografía
Según la Oficina del Censo en 2000 los ingresos medios por hogar en el municipio eran de $36,575 y los ingresos medios por familia eran $41,098. Los hombres tenían unos ingresos medios de $32,043 frente a los $27,244 para las mujeres. La renta per cápita para la localidad era de $16,874. Alrededor del 17.4% de la población estaba por debajo del umbral de pobreza.